# Distretto di Zambezi
Il Distretto di Zambezi è un distretto della Provincia del Nord-Ovest in Zambia, parte della Provincia Nord-Occidentale.
Geografia: Il distretto è situato nella parte nord-occidentale del paese, lungo il fiume Zambezi, che è uno dei principali fiumi dell'Africa. La regione è caratterizzata da un paesaggio variegato che include savane e zone di foresta.
Economia: L'economia del distretto è basata principalmente sull'agricoltura e sulla pesca, grazie alla vicinanza del fiume Zambezi. Inoltre, il distretto ha un potenziale per il turismo, grazie ai suoi paesaggi naturali e alle risorse naturali.
Cultura e Popolazione: La popolazione del Distretto di Zambezi è composta da diverse etnie, con una forte presenza della "cultura Lozi". La regione è nota per le sue tradizioni culturali e le celebrazioni locali.
Infrastrutture: Le infrastrutture nel distretto possono variare, con alcune aree ben sviluppate e altre che potrebbero avere limitazioni in termini di servizi e accesso alle risorse.
Il Distretto di Zambezi è suddiviso in 16 unità amministrative chiamate ward; I ward sono le divisioni più piccole all'interno del distretto e servono come base per l'amministrazione locale e la pianificazione dei servizi pubblici.
Ogni ward ha un proprio consiglio locale che si occupa di questioni come la gestione delle risorse, i servizi comunitari e lo sviluppo locale. La suddivisione in ward aiuta a garantire che le esigenze della comunità siano considerate e affrontate in modo più dettagliato.
- Chileng'a Chizenzi
- Chitokoloki
- Chivweji Kasesi
- Dipalata
- Likungu
- Liyovu
- Lunkunyi
- Lwitadi Lwatembo
- Mapachi Chinyingi
- Matondo Nyachikayi
- Mpidi Kakong'a
- Mukanda Nkunda
- Muyembe
- Mwange Nyawanda
- Nyakuleng'a
- Zambezi